# Dnipro (metrostation)
Dnipro (Oekraïens: Дніпро, ⓘ) is een station van de metro van Kiev. Het station maakt deel uit van de Svjatosjynsko-Brovarska-lijn en werd geopend op 6 november 1960 als oostelijk eindpunt van het eerste metrotracé in de stad. Het metrostation bevindt zich ten oosten van het stadscentrum, aan de oever van de Dnjepr, de rivier waaraan het station zijn naam dankt.
Station Dnipro ligt bovengronds, op een viaduct boven de kade langs de rivier. Direct ten westen van het station duiken de sporen de steile rivieroever in, aan de oostzijde sluit het metrostation aan op een brug over de Dnjepr. De toegang tot het station bevindt zich onder de sporen, op het niveau van de kade. Boven de (voor het publiek niet toegankelijke) trappen aan de oostzijde van de perrons staan twee standbeelden, die pionierskinderen uitbeelden. Een van hen laat een duiven los, de ander een Spoetnik-satelliet.
Voordat de metrolijn in 1965 naar de oostoever van de Dnjepr werd verlengd, werd de onder station Dnipro gelegen tramremise gebruikt als metrowerkplaats en -depot. Door middel van een hydraulische lift liet men de treinen zakken, waarna deze via de tramsporen de werkplaats konden bereiken. Na de opening van het depot bij station Darnytsja werd de tijdelijke voorziening gesloopt.

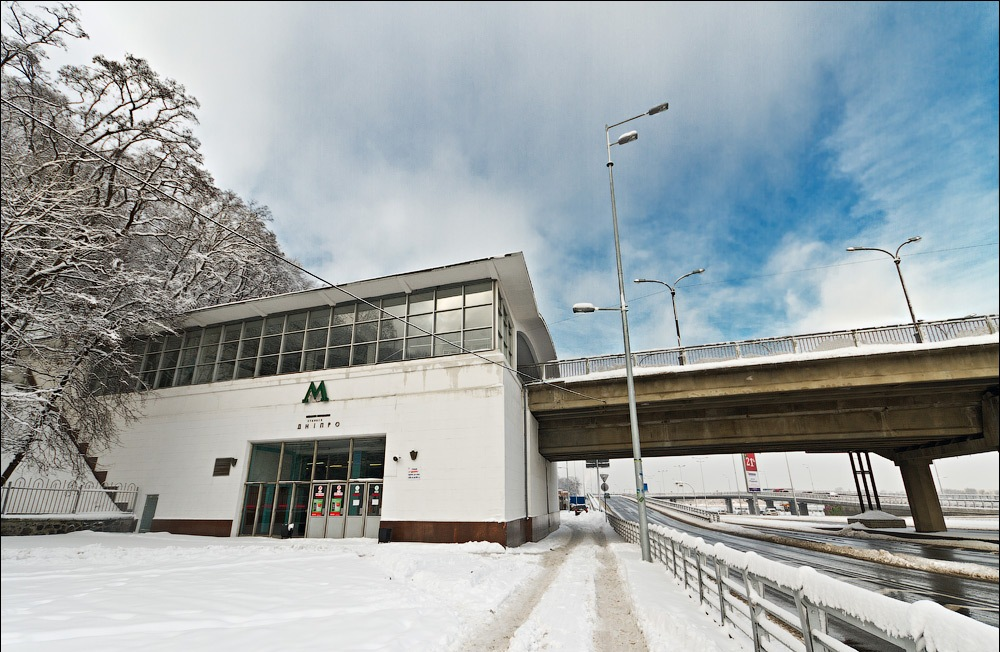
Het stationsgebouw tegen de helling aan de stadskant
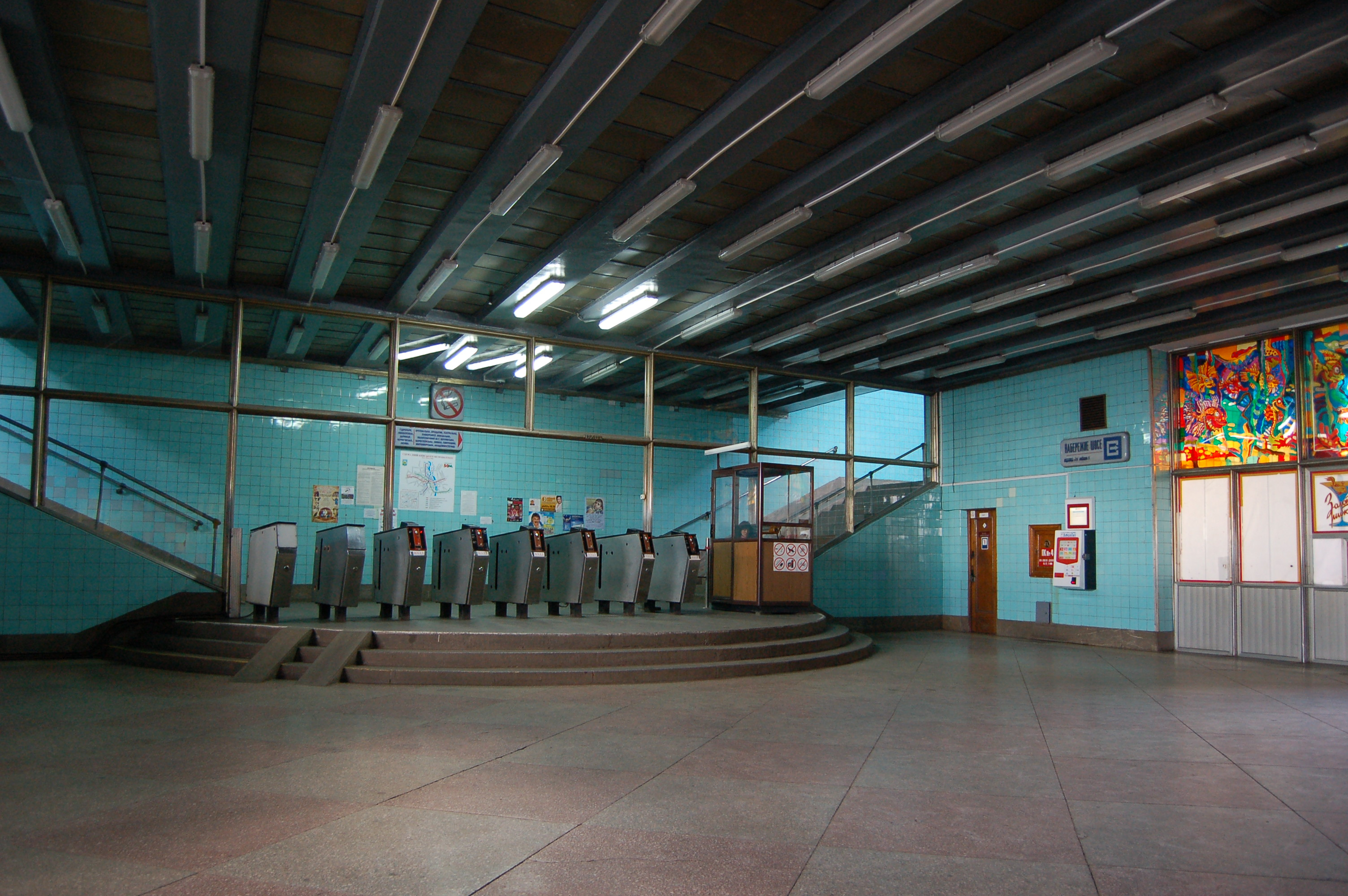
De stationshal onder de tunnelmond
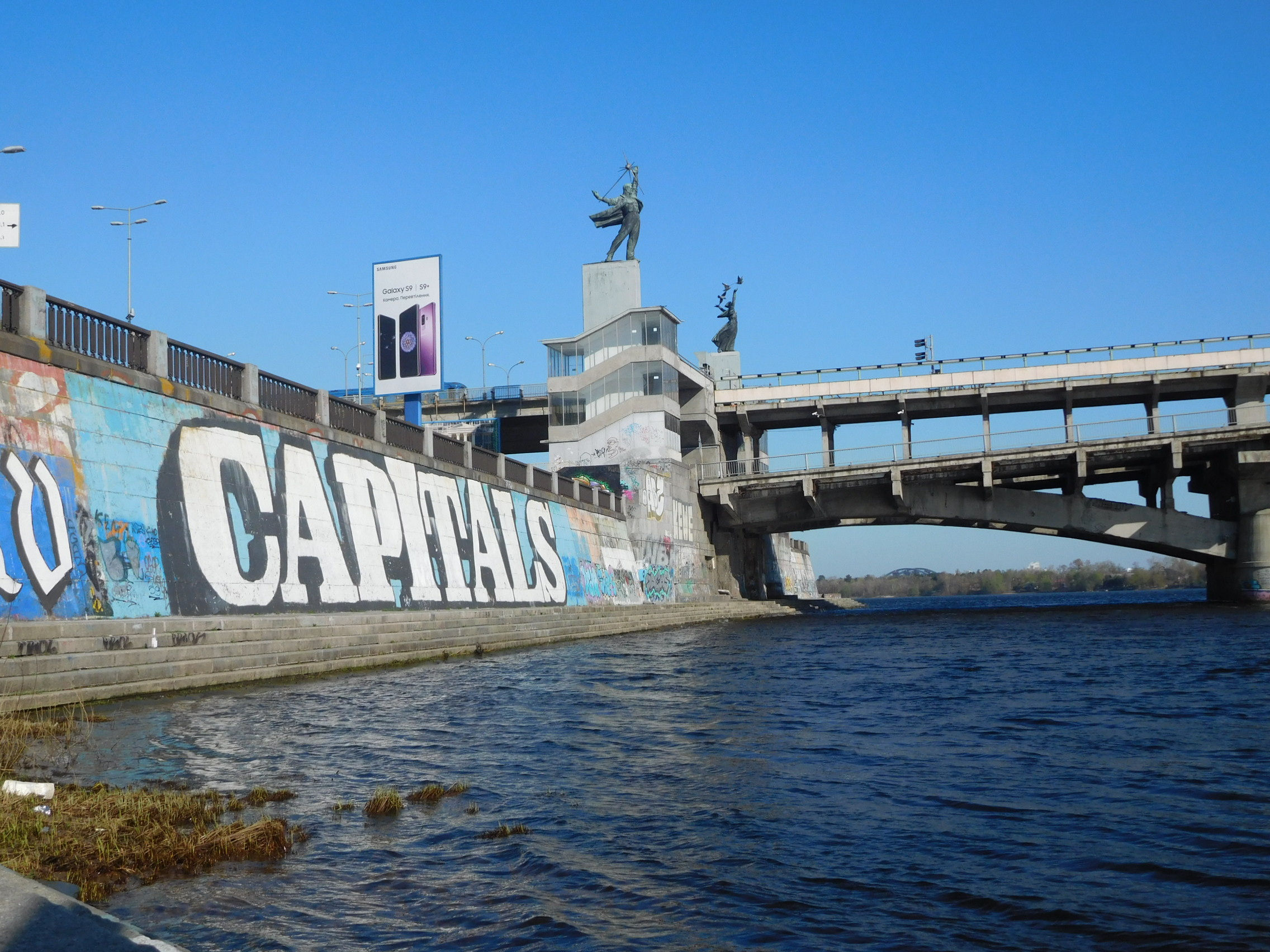
De trappenhuizen met de pionierskinderen op de oever van de Dnjper